# Euodynerus quadrifasciatus
Euodynerus quadrifasciatus ist eine Art aus der Ordnung der Hautflügler (Hymenoptera) innerhalb der Solitären Faltenwespen (Eumeninae). 

## Merkmale
Die Wespen erreichen eine Körperlänge von 10 bis 14 Millimetern (Weibchen) bzw. 10 bis 12 Millimetern (Männchen). Sie besitzen einen schmalen Einschnitt zwischen dem Metanotum und der erhöhten Seitenleiste des Propodeums. Das zweite Sternit besitzt an der Basis keine Längsfurche, was die Art von der ähnlichen Euodynerus notatus unterscheidet, die eine solche besitzt.

## Vorkommen
Die Art kommt in Nordafrika und in Europa, bis in den Norden Skandinaviens vor. Über die Lebensräume ist bislang nichts bekannt. Die Tiere fliegen von Mitte Mai bis Anfang August. Sie sind in Mitteleuropa selten.

## Lebensweise
Discoelius zonalis legt ihre Nester hauptsächlich in verlassenen Bohrgängen von Käfern, aber etwa auch in verlassenen Nestern von Mörtelbienen an. Die Brut wird mit Raupen von Wicklern und vermutlich auch Larven von Blattkäfern versorgt. Die Art wird von Chrysis longula parasitiert.